# Вулканодон
Вулканодон (лат. Vulcanodon — «зуб вулкана») — вимерлий рід динозаврів, інфраряду зауроподів.

## Опис

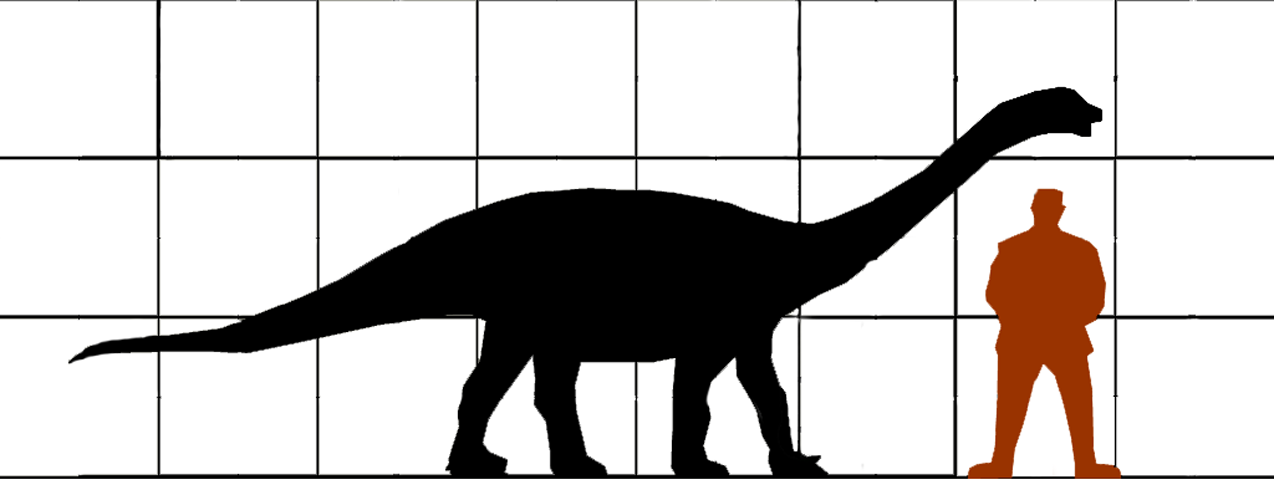
Порівняльні розміри

Вулканодон мав невеликі розміри, завдовжки він досягав 6,5 метрів, а заввишки був трохи більший від людини, близько 1,9 метра. Маса його становила близько 750 кілограмів. Мав довгі щодо розмірів тіла шию і хвіст.
Він був представником травоїдних ящерів, основним раціоном яких були листя, трава й інша рослинність, яку він поглинав не пережовуючи, так як зуби його не були пристосовані для цього. Мешкав вулканодон на території сучасної Південної Африки (Зімбабве), близько 199–188 млн років тому (Рання Юра).

## Відкриття
Вулканодона описав палеонтолог Майкл Раат з Університету Вітватерсранда в 1972 році. Спочатку вулканодон був віднесений до групи всеїдних прозауроподів, через форми зуба, знайденого в розкопках. Пізніше було встановлено, що даний зуб належав іншому ящеру, який можливо обгризав тушу вулканодона, після чого Майкл Раат виправив свою ж помилку в описі. Помилку він скоїв через відсутність голови і шиї.

## Класифікація

### Таксономія
Sauropoda
```
     `--+--+--
Antetonitrus

          |    `--
Lessemsaurus
 
          `--+--
Chinshakiangosaurus

               |--
Gongxianosaurus

               |--
Isanosaurus

               |--
Kotasaurus

               `--+--?
Vulcanodontidae

                    |      |--
Tazoudasaurus

                    |      `--
Vulcanodon

                    `--+--
Spinophorosaurus

                         `-->
Eusauropoda
```

| Tyrannosaurus rex, череп | Це незавершена стаття про динозаврів. Ви можете допомогти проєкту, виправивши або дописавши її. |